# Ratshausen
Ratshausen är en kommun (tyska Gemeinde) i Zollernalbkreis i delstaten Baden-Württemberg i Tyskland. Folkmängden uppgår till cirka 800 invånare, på en yta av 5,76 kvadratkilometer.
Kommunen ingår i kommunalförbundet Oberes Schlichemtal tillsammans med staden Schömberg och kommunerna Dautmergen, Dormettingen, Dotternhausen, Hausen am Tann, Weilen unter den Rinnen och Zimmern unter der Burg.

## Befolkningsutveckling
| Befolkningsutvecklingen i Ratshausen 1975–2015 | Befolkningsutvecklingen i Ratshausen 1975–2015 | Befolkningsutvecklingen i Ratshausen 1975–2015 | Befolkningsutvecklingen i Ratshausen 1975–2015 | Befolkningsutvecklingen i Ratshausen 1975–2015 |
| ---------------------------------------------- | ---------------------------------------------- | ---------------------------------------------- | ---------------------------------------------- | ---------------------------------------------- |
|                                                |                                                |                                                |                                                |                                                |
| År                                             |                                                |                                                | Folkmängd                                      | Areal (ha)                                     |
| 1975                                           | 1975                                           |                                                | 681                                            | 577                                            |
| 1980                                           | 1980                                           |                                                | 687                                            |                                                |
| 1985                                           | 1985                                           |                                                | 666                                            |                                                |
| 1990                                           | 1990                                           |                                                | 680                                            |                                                |
| 1995                                           | 1995                                           |                                                | 784                                            |                                                |
| 2000                                           | 2000                                           |                                                | 797                                            |                                                |
| 2005                                           | 2005                                           |                                                | 793                                            |                                                |
| 2010                                           | 2010                                           |                                                | 768                                            |                                                |
| 2015                                           | 2015                                           |                                                | 758                                            |                                                |
|                                                |                                                |                                                |                                                |                                                |